# (3263) Bligh
(3263) Bligh es un asteroide perteneciente al cinturón de asteroides, descubierto el 5 de febrero de 1932 por Karl Wilhelm Reinmuth desde el Observatorio de Heidelberg-Königstuhl, Alemania.

## Designación y nombre
Designado provisionalmente como 1932 CN. Fue nombrado Bligh en honor al oficial de la marina real británica William Bligh.